# Daniel Wyler
Pour les articles homonymes, voir Wyler.
Daniel Wyler, né le 23 octobre 1959, est une personnalité politique suisse membre de l'Union démocratique du centre. 

## Biographie
Depuis 2018, il est conseiller d'État du canton d'Obwald.